# Abraxas maculicincta
Abraxas maculicincta là một loài bướm đêm trong họ Geometridae.